# Десмонт
Де́смонт (др.-греч. Δεσμών) — в греческой мифологии воспитатель Меланиппы, дочери Эола и его жены Гиппы.

## Мифология
Легенды не говорят о происхождении Десмонта. Всё, что о нём известно, тесно связано с жизнью его воспитанницы Меланиппы.
Согласно преданию, Меланиппу доверил Десмонту сам Эол, отец девочки. Между тем она, как только достигла брачного возраста, стала возлюбленной бога морей Посейдона. Соблазнённая им, Меланиппа забеременела. По другой версии, её любовником был Итон, сын Амфиктиона. Вскоре о беременности воспитанницы узнал Десмонт. В наказание он ослепил девушку и заточил в пустой гробнице. Туда он ей приносил только хлеб и воду, да и то лишь в тех количествах, чтобы она не умерла от голода. В гробнице Меланиппа родила двух сыновей — Беота и Эола-младшего. Новорождённых Десмонт приказал отнести на гору Пелион и оставить там, чтобы их учуяли дикие звери и съели. Однако близнецам не суждено было погибнуть. Икарийский пастух обнаружил младенцев и спас от смерти. Когда братья повзрослели, они по приказу своего отца Посейдона выпустили свою несчастную мать на свободу и убили злодея Десмонта.
Существуют другие варианты этого мифа. В них события развиваются несколько иначе, по-другому звучат имена персонажей. Так, в некоторых версиях девушку зовут не Меланиппа, а Арна, в роли же воспитателя выступает не Десмонт, а её отец Эол и т. д. Но из-за большого количества сходных моментов можно предположить, что по-разному описывается одна и та же история. Впрочем, многие исследователи склоняются к мнению, что рассказ об Арне — это модификация мифа о Меланиппе; поскольку Меланиппа является прабабкой Арны, речь, видимо, идёт о повторении сюжета на разных временных уровнях одной генеалогической линии.